# Carl Dorsey
Carl James Dorsey (Lima, 12 de maio de 1894 — San Diego, 9 de julho de 1974) foi um velejador estadunidense, campeão olímpico. Ele competiu nos Jogos Olímpicos de Verão de 1932 na classe 8 Metre e conquistou a medalha de ouro na disputa a bordo do Angelita com Owen Churchill, John Biby, Alphonse Burnand, Kenneth Carey, William Cooper, Pierpont Davis, John Huettner, Richard Moore, Alan Morgan, Robert Sutton e Thomas Webster. Dorsey trabalhou como vendedor de seguros na Pacific Mutual.